# Нарративная психология
Нарративная психология (англ. и фр. narrative, от лат. narrare — рассказывать, повествовать) — направление в психологии, в основе которого лежит идея о том, что с помощью историй человек может упорядочить собственный опыт. Исходя из предположения, что человеческая деятельность и опыт наполнены смыслом и историями, а не логическими аргументами или обоснованными формулировками, нарративная психология — это исследование того, как люди выстраивают нарративы, чтобы получать опыт и работать с ним.

## Определение
Слово нарратив употребляется с широким диапазоном значений. Это метод осмысленного выражения жизненного опыта. Нарративная психология не является единой или четко определенной теорией. Она относится к целому ряду подходов к изучению роли историй в человеческой жизни и человеческом мышлении. В нарративной психологии история жизни человека становится формой идентичности, поскольку то, как он решает размышлять, интегрировать и рассказывать факты и события своей жизни, не только отражает, но и формирует то, кем он является. Это социально-конструктивистский подход, который изучает последствия этих историй для отдельных людей и обществ.

## История
Психологи заинтересовались историями и повседневными описаниями жизни в 1970-х годах. Термин нарративная психология был введён Теодором Р. Сарбином в его книге 1986 года «Нарративная психология: легендарная природа человеческого поведения», в которой он утверждал, что человеческое поведение лучше всего объясняется с помощью историй и что это объяснение должно быть сделано с помощью качественных исследований. Сарбин утверждал, что «нарратив» — это корневая метафора психологии, которая должна заменить механистические и органические метафоры, сформировавшие так много теорий и исследований в этой дисциплине за последнее столетие.
Джером Брунер исследовал «нарративный вид знания» в своей книге 1986 года «Актуальные умы, возможные миры». Брунер проводил различие между «парадигматической» и «нарративной» формами мышления, предполагая, что обе они фундаментальны, но не сводимы друг к другу. Нарративный подход был также поддержан Дэном П. Макадамсом, который выдвинул модель истории жизни идентичности для описания трех уровней личности, что привело к исследованию того, как повествуются значительные жизненные переходы и как «личность и культура объединяются в повествовании».
Нарративные психологические подходы стали влиятельными в исследованиях идентичности, поскольку анализ жизненных историй позволяет исследовать «единство и согласованность» личности. В последнее время нарративная психология стремится использовать количественные исследования для изучения коммуникации и идентичности, изучая нарративы для получения эмпирических данных о человеческом социальном познании и адаптации.

## Основы метода нарративного анализа и его особенности
Нарративное исследование не является исключительным подходом, скорее, оно относится к ряду способов изучения роли нарратива в понимании идентичности и социальной жизни. Нарративные подходы признают, что истории, которые люди рассказывают, значительны, они заслуживают пристального изучения как с точки зрения того, как они сигнализируют о важных событиях в жизни людей, так и с точки зрения того, как они отражают и укрепляют их социальную идентичность.
Нарративный анализ связан с историями в целом, а не с разделением их на темы или абстрагированием их в дискурсы. Поскольку люди осмысляют свои переживания через повествование историй, именно этот рассказ о переживаниях является фокусом анализа в рамках нарративного подхода.
Цель нарративного подхода состоит в том, чтобы сделать видимым то, что уже сформировали сознание и идентичность. В нарративной теории существует множество различий между историей и нарративом. Нарративы — это всеобъемлющие структуры и понимания, которые влияют на то, как и почему рассказываются эти истории. Именно этим занимается нарративная психология: «структурой, содержанием и функциями историй, которые мы рассказываем друг другу в социальном взаимодействии».
Не существует единого установленного подхода к нарративному анализу. Авторы различным образом анализировали нарративы, и идеи, которые они предлагают, могут по-разному использоваться для анализа данных. Различные подходы к нарративному анализу были сосредоточены на различных способах получения аналитической дистанции. Кэтрин Риессман описывает различные подходы, которые выявляют тематическое сходство в рассказываемых историях, уделяют внимание структурным особенностям историй или рассматривают истории как взаимодействующие друг с другом личности. Вместо того чтобы концентрироваться на одном из этих аспектов, Мюррэй и другие исследователи нарративов предлагают посмотреть на разные уровни, на которых параллельно рассказываются истории, как на способ интерпретации историй, предоставляемых субъектами. История функционирует на нескольких пересекающихся уровнях одновременно. Выделяя эти уровни, аналитики могут лучше понять, как личные истории располагаются в рамках более широких повествовательных структур, доступных в обществе. Мюррей описывает четыре уровня нарративов: личный, межличностный, позиционный и идеологический. Эти уровни не разделены, и на практике начинающим исследователям может быть трудно провести различие между межличностными и позиционными уровнями, а также понять, как это отражает идеологические нарративы. Также существует упрощенная структура из трех уровней: личностные истории, межличностное совместное создание рассказов и социальные нарративы. Эта структура обеспечивает основу для размышлений о каждом уровне по очереди. Нарративные исследователи обычно интересуются тем, как отдельные уровни работают во взаимосвязи друг с другом, а также как это способствует более широкому нарративному анализу набора данных. Используя отработанные примеры для иллюстрации анализа каждого из этих уровней, люди стремятся сделать выбор, лежащий в основе нарративного анализа, и показать интерактивную и конструктивную природу анализа.

## Прикладное назначение нарративного метода

### Применение метода нарративного анализа в медицине и диагностике различных заболеваний
Моменты болезни являются важными этапами в нарративах жизни пациентов. Нарратив дает смысл, контекст и перспективу для затруднительного положения пациента. Он определяет как, почему и каким образом человек оказался болен. Изучение нарратива дает возможность развить понимание, которое не может быть достигнуто никакими другими средствами. В психотерапии роль терапевта состоит в том, чтобы помогать пациенту в его попытке сконструировать и проработать бессознательные элементы наполовину завершенной личной истории.
Понимание нарративного контекста болезни обеспечивает основу для целостного подхода к проблемам пациента, а также выявления диагностических и терапевтических вариантов. Кроме того, рассказы о болезни служат средством обучения как пациентов, так и медицинских работников, а также могут расширить и обогатить программу исследований. Считается, что рассказы или «сценарии болезни» могут быть основной формой, в которой люди накапливают наши медицинские знания. Студенты-медики полагаются на рассказы об экстремальных и нетипичных случаях, чтобы развить в себе способность подвергать сомнению ожидания, прерывать стереотипные модели мышления и приспосабливаться к новым событиям по мере развития случая.
Порой, даже самые опытные профессора, предупреждают своих студентов о том, чтобы они слушали пациента, ведь он сам говорит им диагноз. Более изощренная точка зрения гласит, что, когда врачи берут историю болезни, они неизбежно действуют как этнографы, историки и биографы, что необходимо для понимания индивидуальных аспектов, личных качеств, социального и психологического функционирования, биологических и физических явлений. Нарративы часто появляются в рудиментарной форме в клинических реалиях нового времени. Некоторые описания симптомов появляются в виде отрывков из тщательно продуманных историй и освещаются клиницистами как особенно откровенные: «моя одышка всегда ухудшается, когда я ложусь, но самое смешное, что боль появляется только тогда, когда я поднимаюсь по лестнице» или «я мыла посуду, когда все стало черным — это было похоже на опускающийся занавес». Менее знакомые переживания могут быть столь же важны для пациента, но ценность таких «классических» симптомов для врачей, как для читателей знаков, подобна зеркалу, обращенному к природе: они настолько тесно связаны с физиологическими и патологическими механизмами, что фрагменты истории точно изображают в лингвистической форме определенные биологические дисфункции.

### Нарративный подход к психическому здоровью
В книге об использовании нарратива в семейной терапии Пападопулос и Бинг-Холл указывают на важное изменение в понимании того, что на самом деле включает в себя «лечение разговорами» . Клиницисты из различных терапевтических школ отходят от поиска нормативного объяснения чьих-то проблем и подходят к поиску подходящей новой истории для каждого пациента. Это изменение берет свое начало в современных и постмодернистских интеллектуальных движениях, включая кибернетику и структурализм. Например, некоторые влиятельные американские терапевты утверждают, что необходимо отказаться от парадигматических моделей, которые проверяют опыт пациента на соответствие некоему предопределенному взгляду на нормальность. Они предлагают использовать подход, который признает клиента экспертом и который может облегчить любой возможный учет реальности, при условии, что это имеет смысл в глазах клиента. Все эти идеи объединяет то, что разговор между врачом и клиентом больше не может рассматриваться как инструмент для поиска скрытых истин. Вместо этого, его следует рассматривать как средство создания ранее необъявленный истины.
Врачи общей практики, как и все клиницисты, при постановке диагноза, находятся под давлением целого ряда факторов. И все же диагноз — это не более чем лингвистическая конструкция. При обдуманном использовании, диагноз может быть условностью, которая позволяет врачу помочь пациенту. Использованный опрометчиво, он может стать инструментом для отражения тревожности доктора. Это способствует отвлечению внимания от частей истории пациента, которые могут создать когнитивный диссонанс для врача. Одно из решений этой проблемы — видеть в работе врача не просто выслушивание пациента, не просто формулирование диагнозов, но и вопросы, которые исследуют лучшую историю: историю пациента не как человека в упадке, который потерпел неудачу и, таким образом, стал психиатрическим случаем, а как добросовестного человека, который сделал все возможное, столкнувшись с ужасной дилеммой. Этот тип исследования не исключает возможности предложить медикаментозное лечение.